# アスパシア

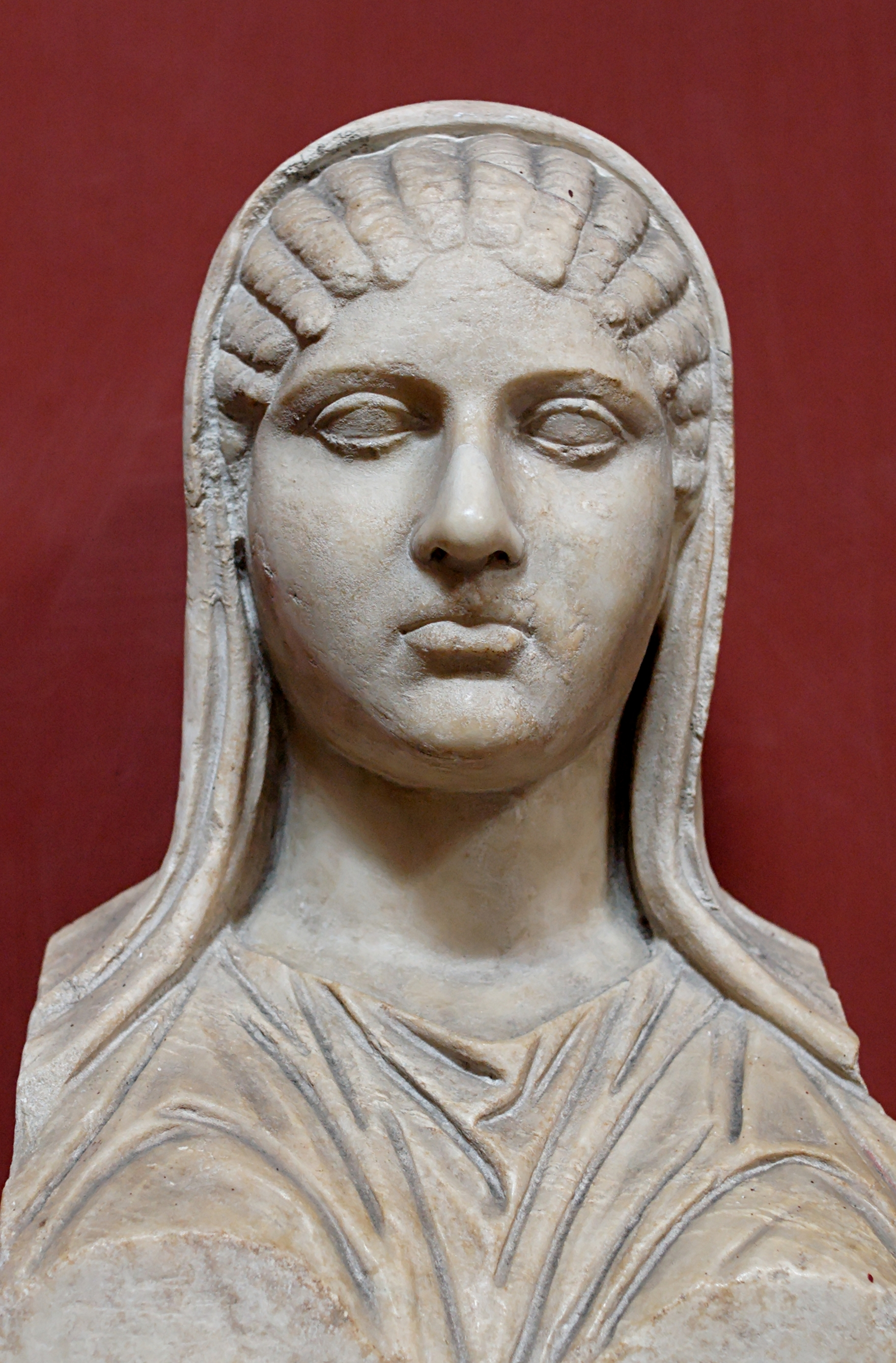
1777年に発見された、土台にアスパシアの名が刻まれた大理石製の胸像。前5世紀に制作された像のローマ時代の複製。アスパシアの埋葬に使われた石碑とされている。ヴァチカン美術館所蔵。

アスパシア（古希: Ἀσπασία, 英語: Aspasia, [æˈspeɪʒiə, -ziə, -ʒə, -ʃə]; 紀元前470年 - 紀元前400年）は、アテナイで影響力を持っていたイオニア人女性で、古代ギリシアの政治家ペリクレスの愛妾である。二人の間には小ペリクレスという息子がいたが、二人が正式に婚姻関係を結んでいたかは不明である。
プルタルコスによれば、アスパシアの家はアテナイの知の集結地と化し、哲学者ソクラテスをはじめとする多数の著名な作家・思想家が訪れ、ソクラテスもアスパシアの教えに影響を受けていたと考えられる。哲学者プラトンやアリストファネス、 クセノポンなど同時代の作家たちの著書にもアスパシアに関する記述が見られる。成人してからはほとんどギリシャで過ごしたが、アスパシアの一生について詳細まで完全に分かっている部分はほとんどない。 学者の中にはアスパシアは遊郭を経営し自身も娼婦を行っていたという見解を示す者もいる。
歴史学的観点で観るとアスパシアの存在は古代ギリシアの女性を考察する上で重要な役目を担っている。というのも、当時の女性に関することはほとんど分かっておらず、「アスパシアのことが分かれば人間のことが半分分かったも同然だ」と言う学者もいる程である。

## 出自･アテナイに移るまで
イオニア地方のミレトス（現トルコ・アイディン州）に生まれる。この時代にアスパシアほどの高い教養を身に付けられるのは裕福な家の者に限られていた。そのため彼女が裕福な家の生まれなのは明らかだが、父親の名前がアクシオコスであることを除けば家族に関してはほとんど分かっていない。アスパシアは戦争捕虜から奴隷になったカリア人だと紹介する古代の資料もあるが、現在それは誤りであるとの見方が強い。
アスパシアがアテナイへ移り住んだ経緯は不明だが、4世紀に製作された墓石からアクシオコスとアスパシウスについての記述のある碑文が発見されると、歴史家ピーター・K・ビックネルがアスパシア家族の背景およびアテナイとの関係の解明に乗り出した。彼の説を辿ると、アスパシアとスカンボニダエ（Scambonidae）家のアルキビアデス2世（かの有名なアルキビアデスの祖父にあたる人物）に何らかの接点があった可能性が浮かび上がる。というのも、アルキビアデス2世は紀元前460年に陶片追放によってアテナイを追われてミレトスで亡命していた可能性があるのだ。祖父アルキビアデスが亡命してミレトスへ行き、そこでアクシオコス家の娘と結婚したのではないかとビックネルは推察している。どうやらアルキビアデスは妻とその妹のアスパシアを連れてアテナイへ戻ったらしく、ビックネルは夫妻の間にできた第一子の名前がアクシオコス（かの有名なアルキビアデスのおじにあたる）であり、第二子がアスパシオスであるという説を提唱している。ペリクレスはアルキビアデス一家と親密な関係にあり、アルキビアデス一家を介してアスパシアと出会ったのではないかといった主張もビックネルはしている。

## アテナイでの生活

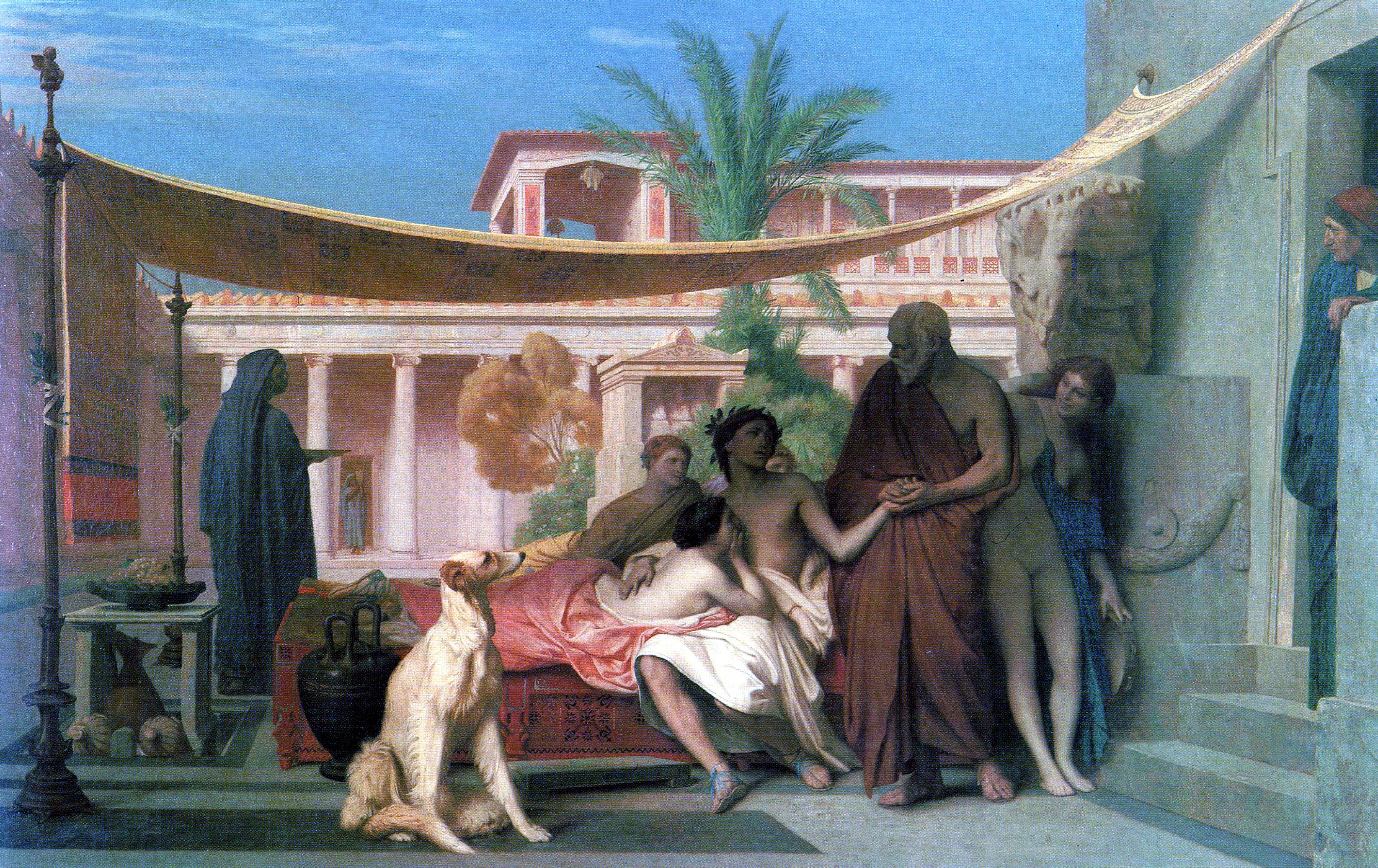
ジャン＝レオン・ジェロームの1861年の絵画『アスパシアの家にアルキビアデスを探しに来たソクラテス』。個人蔵。

古代の作家や現代の学者の間で論争が絶えない部分ではあるが、アテナイでアスパシアはヘタイラになり遊女屋を経営していた可能性がある。 ヘタイラの女性は高級娼婦として働くのに加え、プロの高級芸能人として活躍していた。ヘタイラは並外れた美貌を備えていただけでなく、教養があり（アスパシアのような高水準の教養を持つ女性も多くいた）、自立した生活を送り税金を納めていたという点で、一般的なアテナイ女性とは一線を画していた。 ヘタイラはおそらく自由な女性というものにもっとも近い存在だったのだろう。そのアテナイ社会でも特に華やかな存在感を放っていたヘタイラがアスパシアであり、ヘタイラの典型例にあたるだろう。プルタルコスによれば、アスパシアはイオニアで有名だったもう一人のヘタイラ・タルゲリアと比較されたという。
アテナイでは法的制約により、結婚すると家庭に縛られるということが女性が伝統的に辿ってきた宿命としてあった。しかしアテナイ人でないこととおそらくヘタイラという職業のおかげでもあるが、アスパシアはその制約を受けなかったため、アテナイの市民社会にも参加することができた。紀元前440年代前半には政治家ペリクレスと愛人関係になり、ペリクレスが先妻と離婚後（前445年）はペリクレスと同棲を開始した。但し彼女が正式にペリクレスの妻となったかどうかについてはいまだに議論が分かれている。二人の間に生まれた息子・小ペリクレスが前440年に生まれたことは間違いないようだが、もしアスパシアが前428年にリシクレスの子を出産したのであれば、アスパシアは相当若い年齢で小ペリクレスを産んだことになる。
イオニア社会においてアスパシアは、その美貌もさることながら、むしろ話術や助言の才能で注目を集めていた。プルタルコスの記述によると、アスパシアは自堕落な暮らしを送っていたのにもかかわらずアテナイの男たちは妻を連れてアスパシアの話を聞きに行ったという。

## 人々の非難・裁判
ペリクレス、アスパシア及びその仲間たちは影響力を持っていた一方で非難から逃れることは出来なかった。というのも、アテナイの民主政下では卓越した才能を持った者であっても絶対的な支配はできないからである。アスパシアがペリクレスと関係を持ち、政治的にもかなり影響力を持っていたことには様々な反響があった。アスパシアはサモス戦争直後の何年間かは特に支持が低かったとイェール大学の歴史学者ドナルド・ケーガンは考えている。前440年にサモス島でプリエネ（ミュカレの麓に位置するイオニアの古代都市）を巡る戦いが勃発した。戦局が悪化すると、ミレトスの人々はサモスとの訴訟を申し立てるためアテナイへとやって来た。アテナイ人たちが両者に停戦を求め、アテナイで仲裁裁判をするよう申し立てをしたが、サモス側はそれを拒否した。それを受けてペリクレスはサモスに軍隊を派遣する法令を可決した。しかしそれを実行するのは困難でサモスが敗北するまでアテナイの人々は多くの犠牲を強いられた。プルタルコスによると、アスパシアがミレトス出身なのでサモス戦争に責任を感じ、その様子を見たペリクレスがアスパシアに喜んで貰おうとしてサモスと戦うことを決め、サモスを攻撃したのだと人々は考えたようだ。
ペロポネソス戦争（前431年-前404年）勃発前にペリクレス、彼と最も親しい仲間たち、そしてアスパシアは一連の個人攻撃や法的非難を受けることになる。特にアスパシアは、ペリクレスの性的倒錯を満足させるためにアテナイの女性を堕落に導いていると非難された。プルタルコスによれば、アスパシアは不敬罪で喜劇詩人ヘルミッポスに起訴され裁判にかけられたという。おそらくこれらの非難はすべていわれのない中傷に過ぎなかったが、アテナイの主導者ペリクレスにとってはこの出来事そのものが痛手となった。ペリクレスが珍しく感情をあらわにして訴えたおかげでアスパシアは無罪になったがペリクレスの友人の一人であるフェイディアスは獄中死してしまった。また別の友人のアナクサゴラスは信教を理由にして民会（アテナイ人の集会）から非難を受けた。アスパシアの裁判と釈放は後からでっち上げられた出来事であり「この出来事の中で本当にアスパシアが言われた中傷、アスパシアにかけられた容疑、卑猥な冗談が架空の裁判という形に変化して伝えられた」との見解をケーガンは示している。ブリティッシュコロンビア大学古典科教授アンソニー・J・ポドレッキ（Anthony J. Podlecki）の主張によれば、プルタルコスあるいは彼にその情報を伝えた人が、とある喜劇の一場面を実話と勘違いした可能性が高い。たとえこの話が本当だと考えたところで、ペリクレスの助けの有無に関係なくアスパシアに危害が及ぶことは無かっただろうとケーガンは主張している。
『アカルナイの人々』という作品の中でアリストパネスはペロポネソス戦争の原因はアスパシアにあるとしている。アリストパネスの言い分によれば、ペリクレスの発布したメガラ布令というものがあり、メガラ商人はアテナイやその同盟市とは貿易してはいけないという内容であったのだが、この布令はアスパシアの経営する遊郭で働いていた娼婦たちがメガラ人に誘拐されたことに対する報復として出した布令だという。アリストパネスがスパルタとの間で戦争が起こったことに責任感を感じている人物としてアスパシアを描いたのは、その前にミレトスとサモスとの間で起こった出来事の記憶を反映させたからなのかもしれない 。またプルタルコスはエウポリスやクラティノスなど他の喜劇詩人たちのアスパシアを嘲笑するかのような論評を報告している。ポドレッキによるとサモス島のドゥーリスはアスパシアがサモス戦争もペロポネソス戦争も煽動したとの考えを示していたようである。
アスパシアは「当世版オムパレー」「デーイアネイラ」「ヘラ」「ヘレネー」などさまざまなレッテルを貼られていた。 ペリクレスと関係があったことに関してはさらに非難を受けたとアテナイオスが報告している。ペリクレス自身の息子クサンティッポスさえも政治的野望を抱いていたためか、父親の家庭事情に触れ、躊躇うことなく父親を非難した。

## ペリクレスと死別以降

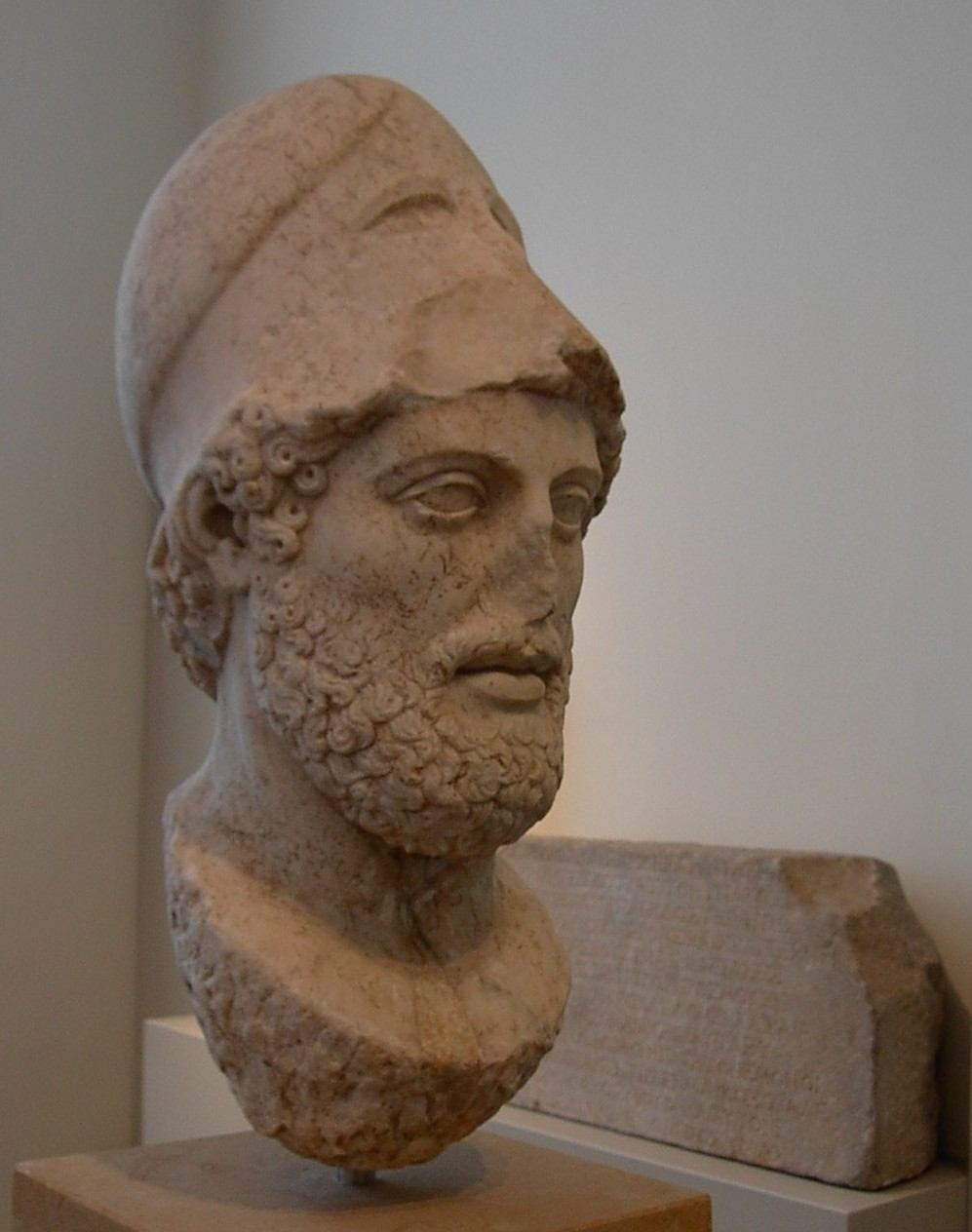
ペリクレスの胸像。ベルリン旧博物館所蔵。

前429年、アテナイのペストと呼ばれる伝染病が流行し、ペリクレスは姉妹そして先妻との間にもうけていた嫡出男子パラロスとクサンティッポス両方に先立たれる。そのためペリクレスは弱気になるに連れて涙を流すようになり、アスパシアはそばで彼を支えたがその傷が癒えることはなかった。ペリクレスが亡くなる直前、アテナイ市民はペリクレスとアスパシアの間に生まれた半アテナイ人の小ペリクレスをアテナイ市民とし正式な遺産相続人にできるように紀元前451年制定の市民権法を変更することを許可した。この決定は両親ともアテナイ人でなければアテナイ市民と認めないという市民権法を発案したのがペリクレス本人であることを考えれば尚更驚くべきものである。ペリクレス本人も紀元前429年の秋に伝染病にかかり病死した。
プルタルコスは自身の著書の中でアイスキネス・ソクラティクス（Aeschines Socraticus）が著したアスパシアとの対話篇（現在は消失）を引用し、ペリクレスの死後アスパシアはアテナイの将軍で民主主義指導者リシクレスと共に生活し新たな子どもをもうけ、リシクレスを政治の第一人者にしたという趣旨の事を書いている。前428年にリシクレスが戦死した のに伴い当時の人々の記録も途絶えたため、息子の小ペリクレスが将軍に選ばれた時やアルギヌサイの海戦後に小ペリクレスが処刑された時にアスパシアが存命だったのかどうかなど、その後のアスパシアの様子は不明である。多くの歴史学者が推定しているアスパシアの没年は前401年-前400年であるが、これはアイスキネスの『アスパシア』という話の構造から考えられる彼女の年譜を考えた結果、ソクラテスが前399年に処刑される前にはアスパシアは亡くなっていると考えられることがもとになっている。

## 文学上の記述

### 古代哲学書

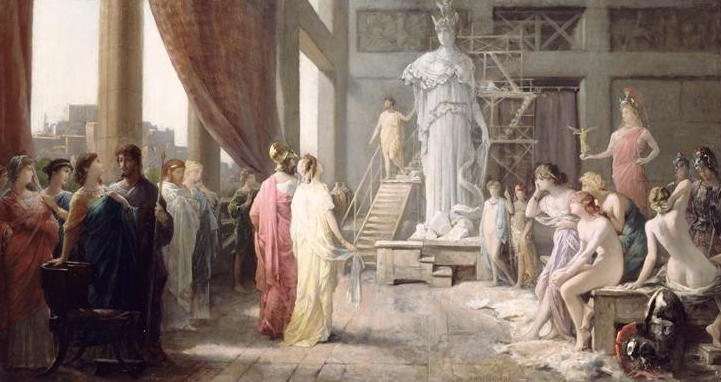
ペリクレスとアスパシアがペイディアスのアテナ像の出来栄えを褒め称える様子を描いた、エクトール・ルルーの『ペイディアスの工房でのペリクレスとアスパシア』。

アスパシアに関する記述はプラトンやクセノポン、アイスキネス・ソクラティクス、アンティステネスなどの著した哲学書に見られる。プラトンはアスパシアの知性と機知に感激し、『饗宴』の登場人物ディオティマ のモデルにしたとする説も学界に存在するが、ディオティマは実際は歴史上実在した人物の名前であるという説もある。ペンシルバニア大学哲学科教授のチャールズ・カーンによれば、多くの点においてディオティマはプラトンがアイスキネスの『アスパシア』を投影させた人物である。
『メネクセノス』の中でプラトンはアスパシアがペリクレスと関係を持っていることを風刺し アスパシアが多くの雄弁家を育てたことを皮肉っぽく主張する時にソクラテスの生前残した言葉を引用している。ソクラテスはペリクレスの話術における名声に疑問を呼び掛け、それからアスパシアがアテナイのペリクレスを育てたからこそペリクレスはアンティポンが育てた誰よりも修辞に優れていたのだろうと皮肉っぽく伝えることを意図して書いておりペロポネソス戦争の追悼演説もアスパシアが原稿を書いたおかげだと述べて当時その演説の影響でペリクレスが崇拝されていたことも非難している。カーンはまた、プラトンはペリクレスとソクラテスに修辞学を教えた師としてのアスパシアのモチーフをアイスキネスから取ってきたとも述べている。プラトンの『アスパシア』とアリストパネスの『女の平和』は、どちらの作中人物からもアテナイの女性たちの実際の地位読み取ることはできないものの、当時の女性が演説することは許されないという慣習に明らかに反した例外的な作品であり トゥルーマン州立大学歴史科教授のマルサ・L・ローズも説明している通り「犬が訴訟したり鳥が政治を行ったりするのが喜劇の中でしかあり得ないのと同じで、女性が熱弁を振るうなんてことが喜劇以外であったはずがない」のである。
クセノポンは『ソクラテスの思い出（メモラビリア）』『家政論（オイコノミクス）』という2つの著書でアスパシアについて言及している。いずれもアスパシアに助言を求めると良いとソクラテスがクリトブロスに薦める場面がある。『ソクラテスの思い出』では仲人は紹介する男の良さを誠実に伝えるべきだと書くに当たってアスパシアを引き合いに出している  。『家政論』ではソクラテスが夫婦間での家計のやりくりにより詳しいからと、アスパシアの言うことに従う場面がある。
アイスキネス・ソクラティクスとアンティステネスはそれぞれアスパシアの名前からソクラテス対話篇の題名をとった(但し現在はいずれも断片が残っているのみとなっている) 。アイスキネス・ソクラティクスの『アスパシア』について重要な史料として残っている著作の著者はアテナイオス、プルタルコス、そしてキケロである。この対話篇では、カリアスにアスパシアに彼の息子ヒッポニクスを指導してもらうようソクラテスが勧め、カリアスが女性に指導を頼むことに気が引けると感じ躊躇うと、アスパシアはペリクレスの活躍に貢献し、ペリクレスの死後はリシクレスに良い影響を与えた女性だと伝えるという場面がある。対話篇の一部はキケロがラテン語で保管していたのであるが、その保管された部分でアスパシアは「女ソクラテス」として登場し、クセノポンの最初の妻それからクセノポン(ここで取り上げるクセノポンは歴史上有名なクセノポンとは別人である）が自己認識を通して徳を得る為にどうすれば良いか悩んでいたところを相談に乗ったという記述がある。アイスキネスはアスパシアを素晴らしい教育者・指導者と紹介し、ヘタイラとしての彼女の高い地位はその徳の高さ故だと説明している。アイスキネスの『アスパシア』にあるどのエピソードも単なる作り事ではなく、にわかに信じがたい話であるとカーンは言っている。
アンティステネスの『アスパシア』の断片はわずか3つしか残存していない。この対話篇の中にはかなりの中傷的内容も含まれているが、ペリクレスの一生に関連した逸話も収録されている 。アンティステネスはアスパシアのみならずペリクレス一家全員を（息子たちも含めて）非難していたようである。哲学者アンティステネスは偉大な政治家ペリクレスが高徳な生活ではなく快楽に耽る暮らしを選んだと考えて批判している。そのためアスパシアは性的快楽に溺れた暮らしの権化と表現されている。

### 現代文学

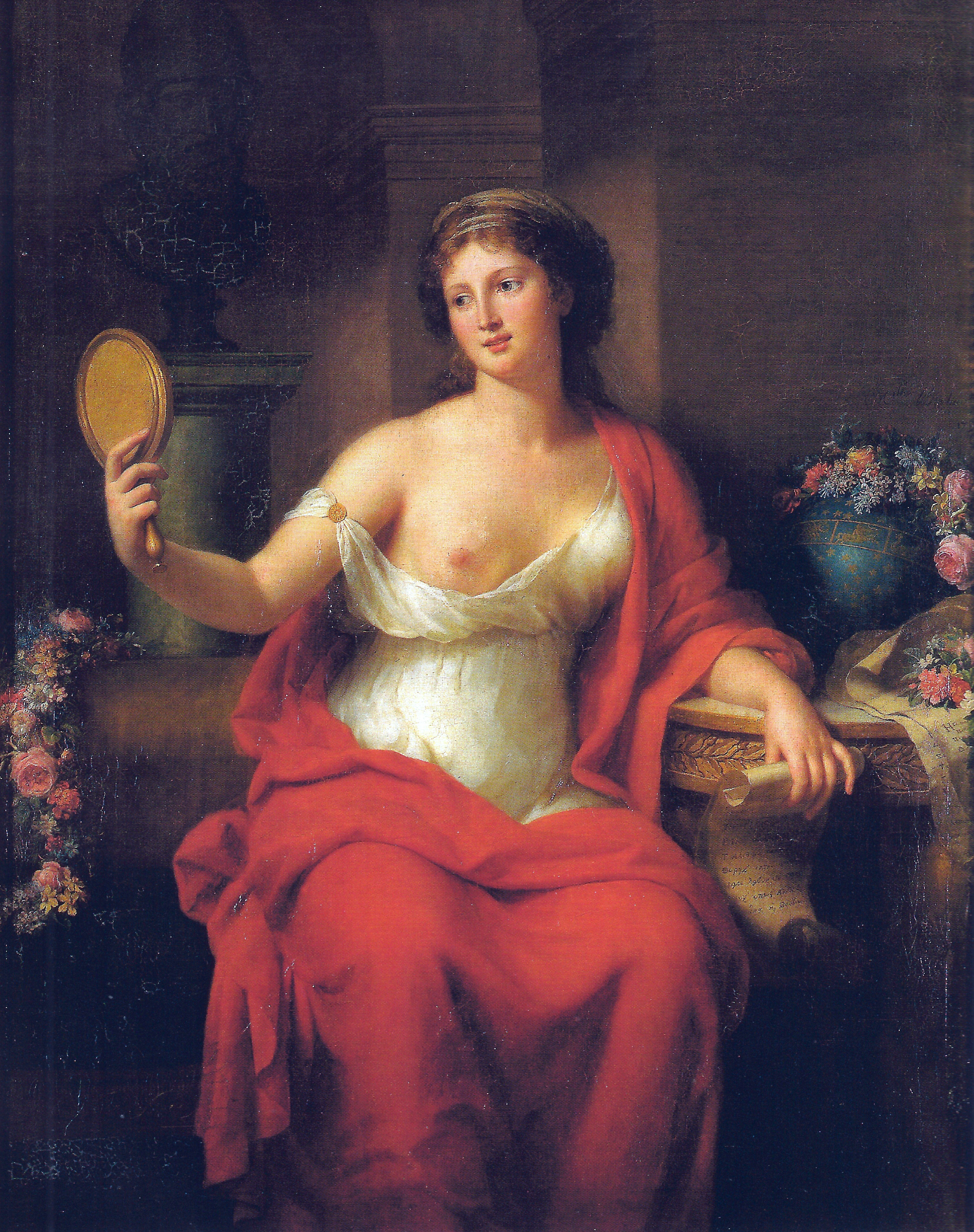
マリー＝ジェヌヴィエーヴ・ブリアールが自らをアスパシアに見立てて描いた自画像。1794年。アラス美術館所蔵。

現代文学において重要な地位を占める作品の中にもアスパシアは登場している。20世紀に活躍した有名な小説家や詩人の中にもアスパシアがペリクレスと恋愛関係にあったことを基にして作品を作った者は多い。特に19世紀のロマン主義者や20世紀の歴史小説家はペリクレスとアスパシアのエピソードから無尽蔵のインスピレーションを受けている。例えば奴隷制廃止論を唱えていたアメリカの小説家・ジャーナリストのリディア・マリア・チャイルドは1835年、ペリクレスとアスパシアの過ごした日々を描いた古代ロマン小説Philotheaを発表した。この小説は登場する女性（特にアスパシア）をとても美しく繊細に描いたためマリアの作品の中で最も成功を収め、最も完成度の高い作品とされている。
1836年にはイギリスの作家・詩人のウォルター・サヴェージ・ランダーが彼の本の中で最も有名な作品の1つであるPericles and Aspasiaを発表した。この作品では古代アテナイ人の様子を架空の手紙を通して描いており、その手紙の中には大量の詩も書かれている。作品に登場する手紙は実際の史実に忠実でない部分もしばしば見られるが、ペリクレス時代の時代精神を捉えようという姿勢は見られる。ロバート・ハーマーリングもアスパシアの魅力に刺激を受けた小説家・詩人の一人である。 彼は1876年にAspasiaを発表したが、これはペリクレス時代の作法や倫理観を描いた小説で、文化的・歴史的興味に基づく作品である。ロマン主義運動に影響を受けたイタリアの詩人 ジャコモ・レオパルディは「アスパシアシリーズ（the circle of Aspasia）」として有名な5編の詩を発表した。これらの詩はレオパルディ自身がファニー･タルジョーニ･トッツェッティという女性に実るはずのない片思いをしていたという切ない体験から生まれた詩である。レオパルディはこの女性をペリクレスの伴侶に因んでアスパシアと呼んだのである。
1918年、小説家兼脚本家のジョージ・クラム・クックは自身初の長編劇『アテネの女たち』を制作した。この作品はアスパシアが平和運動の一環としてストライキを主導して行う様子が描かれている。クックは反戦をテーマにした作品をギリシャを舞台にして描いたのである。アメリカの作家ガートゥルード・アサートンはThe Immortal Marriage（1927年）という作品の中でペリクレスとアスパシアの話を取り上げ、サモス戦争やペロポネソス戦争、アテナイのペストの流行した時期に関する描写も行っていた。アスパシアとペリクレスの歴史的関係を描いた作品は他にはテイラー・コードウェルのGlory and the Lightning（1974年）などがある。2011年にはイタリアの作家ダニエラ・マッツォンが伝記的エッセイAspasia maestra e amante di Pericleを発表し、2012年には古典的なスタイルの劇 Desiderata Aspasia. Rapsodia mediteranneaを制作した。

## アスパシアの評判とそれに対する評価
アスパシアの評判はペリクレスが手にした栄誉や名声と密接な関わりがある 。プルタルコスはアスパシアを政治的にも学問的にも重要な役目を担った人物と認め「ギリシャで一番の男が喜ぶような、そして哲学者たちが話題にして長々と賞賛し続けるような立ち回りをした女性」だと賞賛の意を表している。この伝記作家プルタルコスが述べるところによると、アスパシアはあまりにも有名で、ペルシア王アルタクセルクセス2世と戦争した小キュロスさえも、自身の愛人の一人で元々はミルトと呼ばれていた女性にアスパシアという名を与えたらしい。この女性はキュロス王子が戦いに勝利した際に捕らわれて国王のもとに連行され、その後国王に多大な影響を与えた人物である。 ルキアノスはアスパシアを「賢者の鏡」、「賞賛に値するオリンピアンのなかでも特に素晴らしい人物」と称し、 「彼女の政治の知識と見識、彼女の鋭く抜け目の無い様と先見の明」に賛辞を送っている。古代シリア語のとある文献には、アスパシアが演説の原稿を作成しある男に法廷でそれを読み上げるよう指示したとあり、アスパシアの修辞学における名声を立証する証拠となっている。アスパシアは10世紀にビザンツ帝国で使われていた『スーダ辞典』という百科事典の中で「語彙力の優れた」ソフィストで修辞学を教えていたと書かれている。
以上のような評価を受けて、ペンシルヴァニア州立大学教授シェリル・グレンが主張することには、どうやらアスパシアは古代ギリシアでその存在を公の場で認識されていた唯一の女性であり、ペリクレスの演説の作成にも携わっていたことは間違いないようだ。アスパシアは良家の若い女性のためにアカデミーを開いたりソクラテス式問答法を編み出したりまでしたと考える学者も居る。しかしながらノースウェスタン大学古典教授ロバート W・ウォレンスは 「アスパシアがペリクレスに演説のやり方を教え、それゆえ雄弁家や哲学者から支持されていたなどという冗談を史実と認めるわけにはいかない」と力説している。彼が言うにはプラトンがアスパシアに知的役割を与えたのは古代ギリシア喜劇を参考にしたためだという。ケーガンはアスパシアのことを「美しく、自立しており、機知に富んだ若い女性で、ギリシャで最も優れた人々と会話しても引けを取らず、どんな問題でも夫と議論し解明することができた女性」だと表現している。 古典学者でケント大学社会人類学科教授ロジャー・ジャストの考えによれば、アスパシアは例外的な人物ではあるが、アスパシアの例を見るだけでは男性並みの知性と社会的地位を手に入れられた女性がヘタイラにならなければならなかったという事実を声高らかに強調するには十分である。 哲学者そして神学校で教授を務めるシスターのプルーデンス・アレン(Prudence Allen)の話によれば、アスパシアはサッフォーの詩からひらめいて、女性たちが哲学者になる可能性を一歩前に動かしたのである。

## アスパシアに関する情報の史的確証
オランダの歴史家ジョナ・レンダリングの指摘にある通りアスパシアに関して知られているとされることの大半はあくまでも仮説に過ぎないという大きな問題点は依然として残っている。古代ギリシアの歴史家トゥキディデス の書物にはアスパシアに関する記述は無く、文学家や哲学者など歴史考証には全く注意を払わないような人々が記した信憑性の低い表現や推測を手がかりにする他ないのが現状である。そのためアスパシアはテアノのごとき良妻だったという記述もあればタルゲリアのごとき遊女であり娼婦だったという記述もあるという風に、アスパシアの人物像にはある程度矛盾した記述も見られる。以上の理由から現在学者の間でアスパシアの生涯に関する情報の史的確実性は疑問視されている。
「現在ではアスパシアに関する歴史的事実はほとんどが確定されていないし確定出来やしない」とウォレスは語っている。このため アイオワ州立大学古典学教授マデレン・M・ヘンリー（Madeleine M. Henry）も、「古代より伝えられてきたアスパシアの生涯は脚色や誤りが含まれ酷く滅茶苦茶なものであるからほぼ完全に実証不可能であり、20世紀になってもそれらの言い伝えは変化し続けている」との見解を主張しており、最終的には「アスパシアの」生涯をほんのわずかな可能性に賭けて追跡することしかできない との結論を出した。チャールズ・W・フォルナーラ（Charles W. Fornara）と古典歴史学教授ローレン・ J・サモンズ（Loren J. Samons II）は「我々の知る限り、アスパシアの本当の姿は言い伝えによって作り上げられた彼女の人間像以上の姿なのかもしれない」と語っている。